# 2. center za usposabljanje (Vojska Srbije)
2. center za usposabljanje  je vojaško-šolska ustanova, ki deluje v okviru Poveljstva za usposabljanje Oboroženih sil Srbije.

## Zgodovina
Center je bil ustanovljen 14. novembra 2006 z reorganizacijo 505. pehotne brigade, 413. centra za usposabljanje in profesionalnih pripadnikov Vojaške akademije.

## Sestava
- Poveljstvo
- Poveljniška četa
- Učni bataljon